# Gliese 1132
Coordenadas:  10h 14m 51.100s, −47° 09′ 12.00″
Gliese 1132, também conhecida por GJ 1132, é uma estrela anã vermelha localizada cerca de 39 anos-luz (12 parsecs) de distância a partir do Sistema Solar na constelação de Vela. A estrela tem um planeta extrassolar conhecido em sua órbita.

## Sistema planetário
Em 2015 foi descoberto um planeta extrassolar orbitando em torno de Gliese 1132, o Gliese 1132 b, que é um dos exoplanetas rochosos conhecido mais próximo do nosso planeta. Estudos recentes sugerem que esse tipo de estrela costuma hospedar sistemas planetários com corpos entre 0,5 e 1,5 vezes o tamanho da Terra. Porém, o mais próximo deles encontrado até então, estava a mais de 127 anos-luz de distância da Terra.